# 讓大公現代美術館
49°37′01″N 06°08′23″E / 49.61694°N 6.13972°E
讓大公現代美術館（法語：Musée d'art moderne Grand-Duc Jean），又稱Mudam，是盧森堡首都盧森堡市的一座現代藝術的美術館，位於盧森堡市東北部。美術館開業於2006年7月1日，在開業第一年的遊客數達11.5萬人。

## 外部連結
- Mudam official website（页面存档备份，存于）
- Mudam on Facebook
- Mudam on Youtube
- Mudam - Virtual Tour（页面存档备份，存于）
- Pictures of the Opening of Mudam（页面存档备份，存于） - dead link